# Spinazzino
Spinazzino è una frazione di Ferrara di 134 abitanti, facente parte della Circoscrizione 2.
Il paese sorge lungo la fossa Cembalina, un canale fatto costruire dal sacerdote Cembalino, dal quale prende il nome, e che unisce oggi le acque del Reno con quelle del Po di Primaro. Essa era chiamata anche "Canale dei molini di Marrara" poiché le sue acque mettevano in moto due mulini ad acqua. Era conosciuta anche col nome di "Canale della navigazione bolognese" perché da Malalbergo si dipartiva dal Navile e attraverso Passosegni (confine tra il territorio bolognese e ferrarese) giungeva a Marrara immettendosi nel Po di Primaro. In questo modo permetteva alle imbarcazioni che salpavano dal porto di Bologna di giungere a Ferrara (o al mare) senza alcun trasbordo.
Il nome di Spinazzino è un riferimento alle sterpaglie e alla grande quantità di arbusti che le acque del Reno, della Lorgana, del Fiumicino e dello Zena avevano lasciato nel territorio sino alle vali di Marrara. Il nome del borgo appare nelle carte geografiche intorno al Settecento per indicare le due foci del Reno: una in direzione di Marrara, che corrisponde al centro di Spinazzino, e l'altra in direzione Passosegni.
Le terre di Spinazzino appartenevano nel XVII secolo al senatore Piriteo Malvezzi, passando poi nelle mani dei conti Siccardi. I senatori Malvezzi e Segni vi fecero erigere nel 1788 diverse case coloniche mentre è del 1783 l'erezione dell'oratorio di Spinazzino, inizialmente assoggettato alla parrocchia di Marrara e voluto dallo stesso Piriteo Malvezzi, per diventare parrocchia nel 1959 dedita al Sacro Cuore.
Il paese sorge al confine del Comune e della Provincia di Ferrara e si estende fra le vicine San Bartolomeo in Bosco, Marrara e Malalbergo.